# Akıncı
El término akıncı (en turco: akıncı, literalmente, «asaltante», plural: akıncılar, pronunciación [akɯndʒɯ]) designa la caballería ligera irregular, que formaban los exploradores y avanzadas del ejército otomano.
Su creación parte de los voluntarios ghazis, gente de frontera que se unía a la guerra religiosa contra los cristianos, los cuales se organizaron finalmente como parte del ejército permanente otomano. Solían desplegarse en primera línea y ser los primeros en entablar contacto con el enemigo. Tenían fama de valientes y feroces enemigos. No tenían una paga definida, sino que subsistían del saqueo y los botines. Se suelen distinguir de la caballería deli.

## Funcionamiento
Su función principal en la batalla era como tropas de vanguardia en las líneas del frente con el objetivo de desmoralizar al enemigo y obstaculizar sus movimientos. Utilizaban tácticas de guerrilla y causaban confusión y shock en el enemigo. Se les comparaba a una hoz frente a un campo de trigo.
Los akıncıs solían llevar ropa colorida y visual para impresionar y confundir a sus adversarios. Portaban alas de águila en la espalda (tradición más tarde imitada por las tropas de caballería pesada polaca), cascos con cuernos de toro, abrigos de piel de leopardo. Debido a su aspecto inusual y su valor a veces casi suicida, se les apodaba en público como «deliler» (los locos) y «serdengeçtiler» (dadores de cabeza, en el sentido de aquellos que ya han dado su cabeza al enemigo y no les preocupa si vuelven vivos o muertos).
Usaban arcos y flechas y rehuían el choque directo, usando la táctica de disparar mientras el caballo retrocedía. Superaban en velocidad a la caballería pesada gracias a su armamento más ligero y a sus caballos de raza más ágil. Las fuerzas akıncı llevaban también espadas, lanzas, escudos y hachas de batalla para atacar a un enemigo ya debilitado por las tácticas anteriores. En algunas campañas otomanas, como en la batalla de Krbava, constituyeron un ejército en sí mismo, sin apoyo de la infantería o caballería pesada.
Debido a su movilidad, los akıncı se empleaban también para el reconocimiento y como avanzadilla de fuerzas combinadas, con el objetivo de aterrorizar a la población y defensores locales. Siendo una milicia irregular, no acataban los tratados de paz y fueron responsables de ataques contra guarniciones, fortalezas y puestos fronterizos también en tiempo de paz, siendo parte del sistema de defensa fronteriza del imperio. Asimismo atacaban las rutas comerciales, amenazando el suministro y el transporte del enemigo.
Al ser vistos como milicia irregular, no tenían salarios regulares como los soldados kapikulu, o feudos como los soldados timarli; sus únicos ingresos dependían del botín y el saqueo.

## Historia
Las fuerzas akıncı fueron dirigidas por un grupo reducido de familias. Reconocidos akıncı fueron las familias Malkoçoğlu, Turhanlı, Ömerli, Evrenosoğlu, y Mihalli. Estos clanes akıncı estaban compuestos principalmente de guerreros turcomanos descendientes de guerreros ghazis que habían combatido bajo el fundador del imperio, Osmán I. Aventureros, soldados de fortuna, mercenarios, guerreros dervishes y civiles que buscan fortuna y aventura también se unirían con posterioridad a las filas akıncı.
El sistema akıncı fue importante en el establecimiento del imperio y en su rápida expansión por Europa. Aunque el sistema akıncı funcionó excelentemente en los siglos xiv a xvi, comenzó a declinar tras el xvi. A pesar de que no es clara la terminología que diferencia entre tipos similares de caballería otomana, los akinci, una vez diezmados en batalla en Hungría en octubre de 1595, fueron reemplazados al parecer por nuevos cuerpos irregulares, como los «deli» y los «bashi-bozouk».
A partir del siglo xvi-xvii, los nómadas tártaros y nogay del kanato de Crimea se alistaron como akıncıs para el Imperio otomano. Después de que se parara la expansión turca en Europa, los akıncı se volvieron innecesarios, lo que se agravaba por su necesidad de saqueos como fuente de ingresos. Después de la modernización del ejército otomano, se abolieron los últimos akıncı oficialmente reconocidos. Los últimos restos del sistema akıncı perduraron hasta el siglo XIX tardío en las provincias balcánicas como bashi-bozouk (irregulares).

## En las artes
El estilo de vida akıncı con batallas y saqueo fue una fantasía romántica popular en la literatura y música otomana. Las «Serhad türküleri» o «canciones populares de frontera» son una subcategoría de la música tradicional otomana que trata mayoritariamente de incursiones y batallas o historias de amor de guerreros akıncı, a veces con odas a guerreros caídos. «Alişimin Kaşları Kara» (Mi Aliş tenía cejas negras), «Estergon Kalası» (Castillo de Estergon) son algunos de los ejemplos más populares. En el periodo moderno, hubo un renacimiento romántico en el que los escritores turcos escribieron poemas sobre los akıncıs. «Akıncılar» de Yahya Kemal es uno de los ejemplo más conocidos en este tema.

## Galería

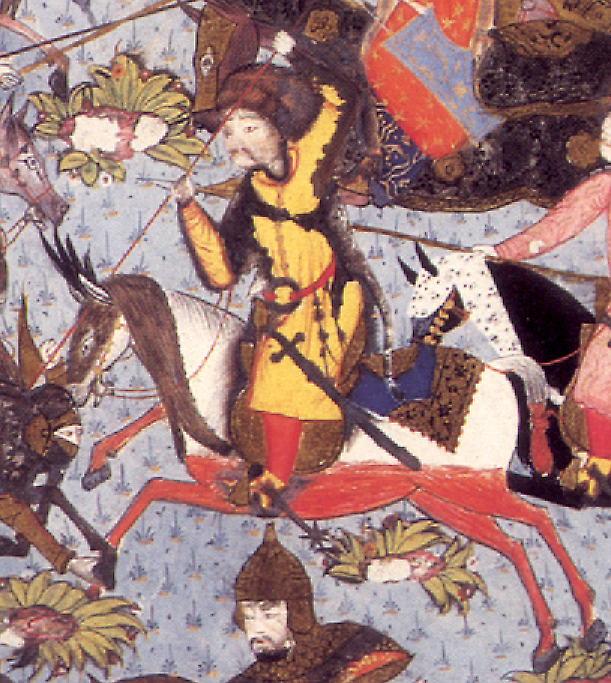
Un akıncı irregular en batalla.
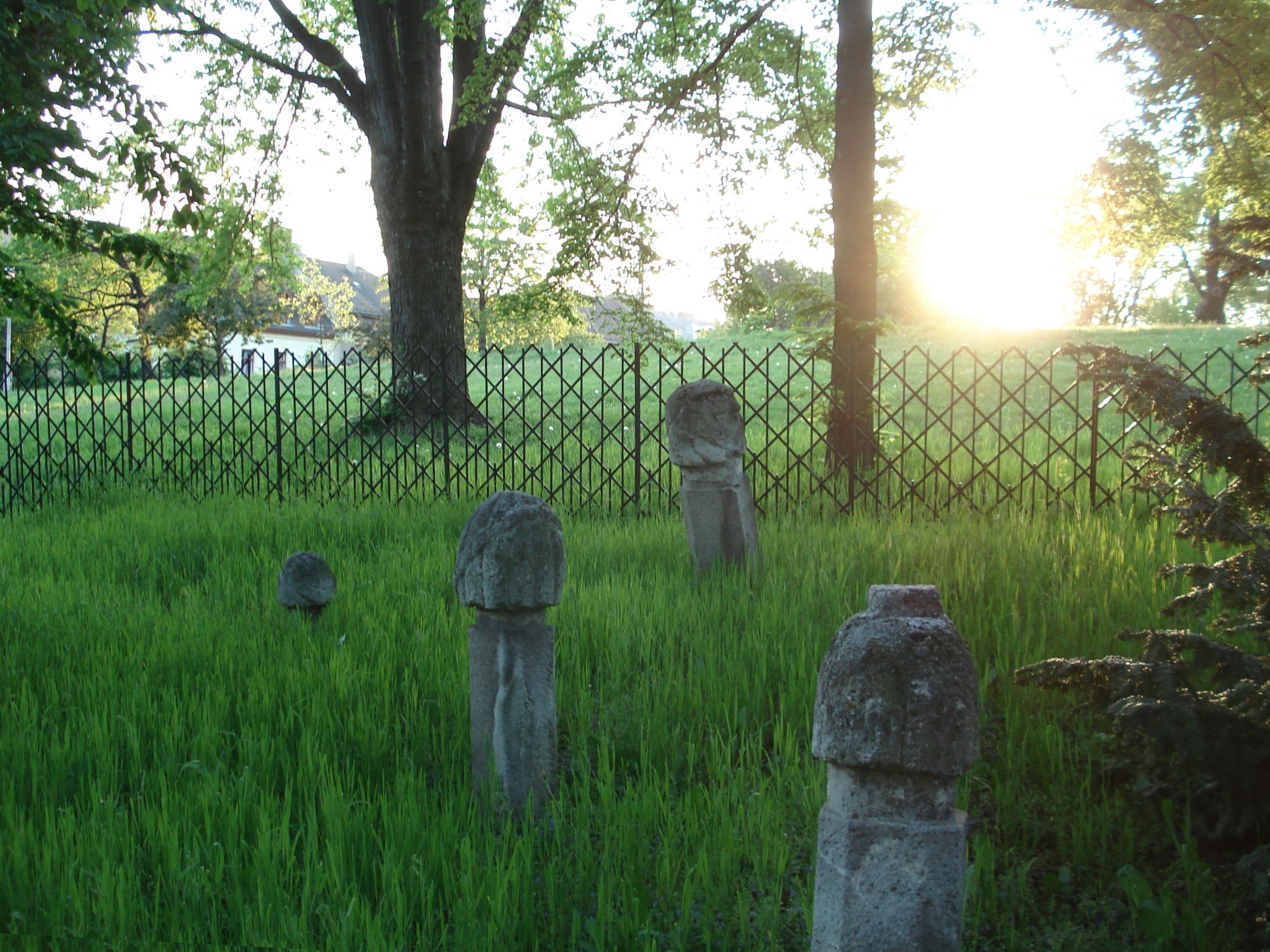
Cementerio Akinci en Budapest
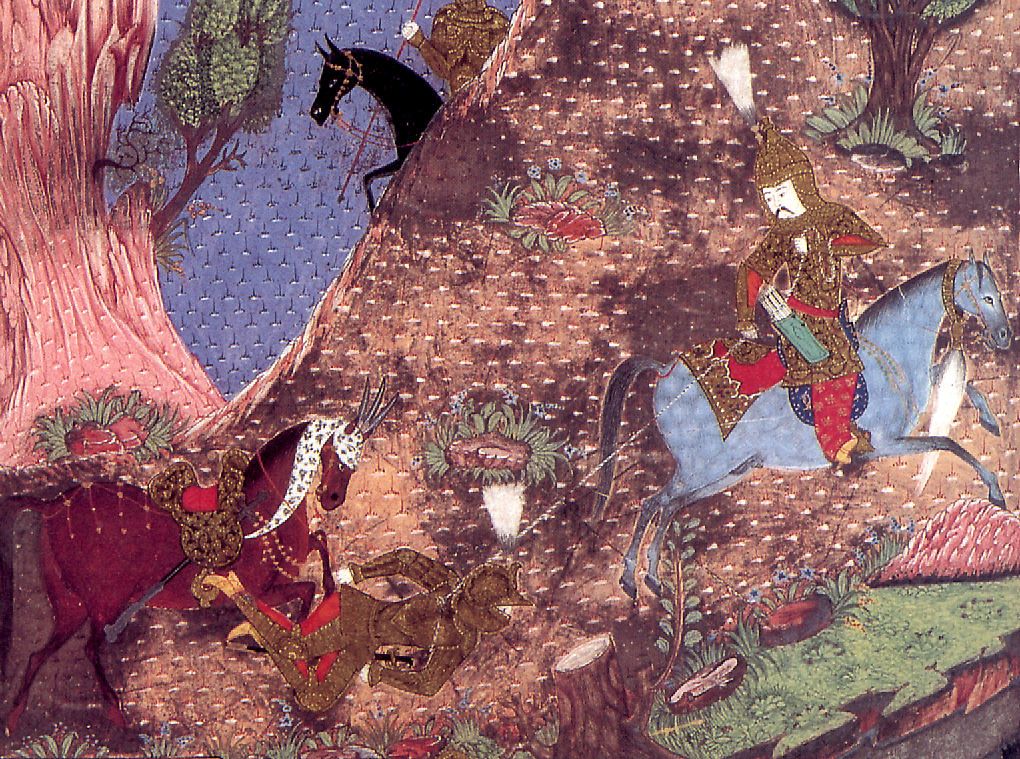
Akinci combatiendo con caballero húngaro (Suleymanname)
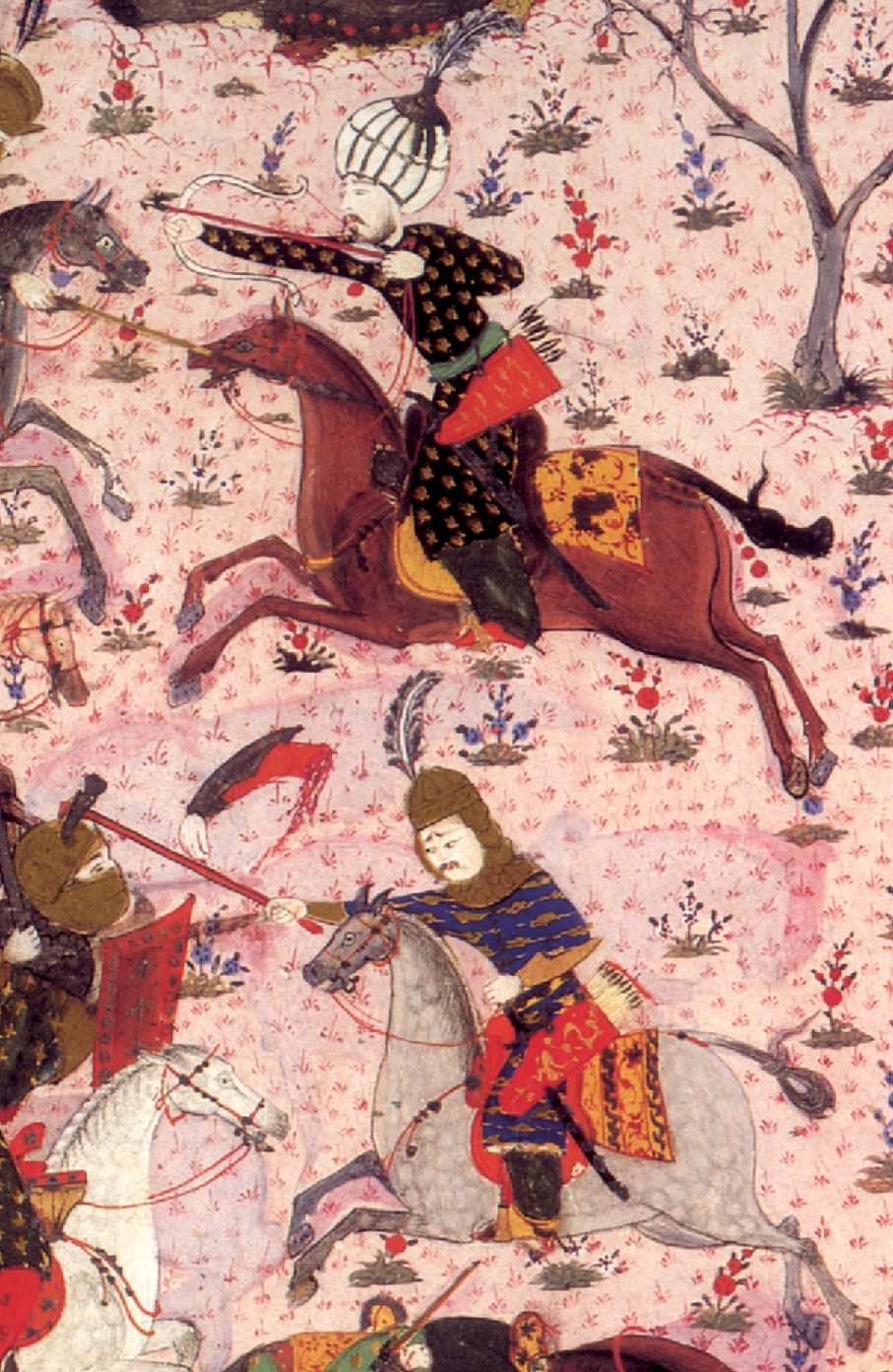
Akinci-Beys
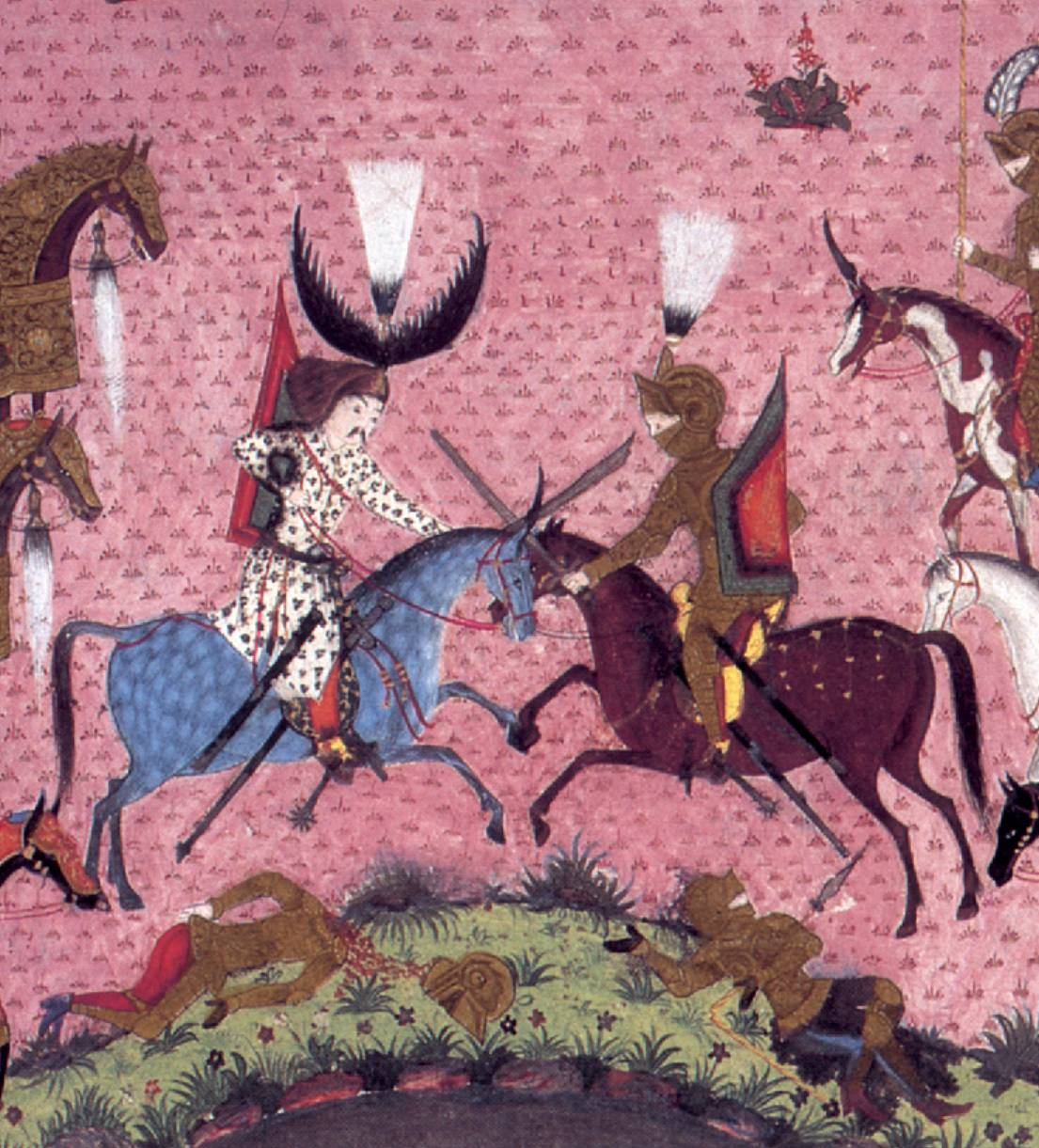
Sinan Bey combate con caballero húngaro (1526, Suleymanname)
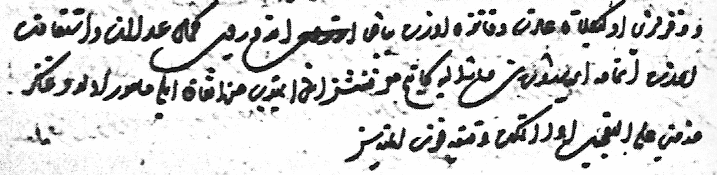
Carta de reclutamiento akinci